# 7. komunikacijska brigada (ZDA)
7. komunikacijska brigada (izvirno angleško 7th Signal Brigade) je bila komunikacijska brigada Kopenske vojske Združenih držav Amerike.